# Solontseve
Solontseve (en (ucraïnès): Солонцеве, en rus: Солонцовое, Solontsóvoie) és un poble de la República Autònoma de Crimea, a Ucraïna, que el 2014 tenia 201 habitants. Pertany al districte rural de Djankoi. Fins al 1948 la vila es deia Karatx Baratx.